# オイビンド・レオナルドセン
オイビンド・レオナルドセン（Øyvind Leonhardsen、1970年8月17日 -）は、ノルウェーの元サッカー選手。ポジションはMF（守備的MF）。

## 経歴
レオナルドセンは1989年にモルデFKで選手経歴を開始した。1992年に強豪のローゼンボリBKへ移籍するとスティグ・インゲ・ビョルンビーらと共に中心選手として活躍し、リーグ優勝3回（1992年、1993年、1994年）に貢献した。この活躍により1997年夏にはノルウェー年間最優秀選手賞を受賞した。
1994年にイングランド・プレミアリーグのウィンブルドンFCへ移籍。1997年には子供の頃からの憧れのクラブであったリヴァプールFCへ移籍した。その後は、トッテナム・ホットスパーやアストン・ヴィラといったイングランドのクラブを渡り歩き、2004年にノルウェーへ帰国しFCリン・オスロへ移籍。2006年からはドランメンを本拠地とするストレームスゴトセトIFへ移籍し、翌2007年に現役を引退した。
ノルウェー代表としては1990年に代表デビュー。1994年のFIFAワールドカップ・アメリカ大会では1次リーグ敗退に終わったが、1998年のFIFAワールドカップ・フランス大会ではベスト16進出に貢献するなど、国際Aマッチ86試合に出場し19得点を記録した。

## 代表歴

### 出場大会
- ノルウェー代表
  - 1994 FIFAワールドカップ
  - 1998 FIFAワールドカップ

### 試合数
- 国際Aマッチ 86試合 19得点（1990年-2003年）[2]

| ノルウェー代表 | 国際Aマッチ | 国際Aマッチ |
| 年             | 出場        | 得点        |
| -------------- | ----------- | ----------- |
| 1990           | 3           | 0           |
| 1991           | 7           | 1           |
| 1992           | 8           | 4           |
| 1993           | 8           | 3           |
| 1994           | 9           | 1           |
| 1995           | 8           | 2           |
| 1996           | 6           | 1           |
| 1997           | 4           | 0           |
| 1998           | 6           | 1           |
| 1999           | 7           | 3           |
| 2000           | 3           | 0           |
| 2001           | 5           | 2           |
| 2002           | 9           | 0           |
| 2003           | 3           | 1           |
| 通算           | 86          | 19          |